# Elnis Prašović
Elnis Prašović (Sarajevo, 26. svibnja 1984.) je bosanskohercegovački košarkaš. 
Karijeru počeo u Košarkaškom klubu Bosna Asa gdje je u mladim kategorijama bilo jedan od nosilaca igre uz Suada Šehovića, Muamera Pasalića, Nihada Dedovića, Aldina Kadića i ostale. U prvom timu debitirao je kod trenera Mensura Bajramovića. Nakon odlaska Bajramovića s klupe bio je zaboravljen te odlazi u Vogošću MIMs gdje i danas igra. 